# Fiumalbo
Fiumalbo är en ort och kommun i provinsen Modena i regionen Emilia-Romagna i Italien. Kommunen hade 1 222 invånare (2018).